# Davide Candellaro
Davide Candellaro (Padova, 7 giugno 1989) è un pallavolista italiano, centrale della Sir Safety Perugia.

## Carriera

### Club
La carriera di Davide Candellaro inizia nella stagione 2007-08 quando viene ingaggiato dal Treviso, dove resta per due stagioni, disputando prima il campionato di Serie B1, poi, nell'annata successiva, quello di Serie B2.
Nella stagione 2009-10 fa il suo esordio nella pallavolo professionistica grazie all'acquisto da parte della Prisma Taranto in Serie A1, mentre nella stagione 2010-11 passa al Cavriago in Serie A2.
Nella stagione 2011-12 viene ingaggiato dalla Lupi Santa Croce, per poi vestire la maglia dell'Atripalda nell'annata 2012-13, sempre in serie cadetta, con la quale vince la Coppa Italia di categoria.
Nell'annata 2013-14 torna in massima divisione con la Top Volley Latina, categoria dove milita anche nella stagione successiva con il Molfetta. Per il campionato 2016-17 difende i colori della Lube di Treia, restando per due annate, aggiudicandosi la Coppa Italia 2016-17 e lo scudetto 2016-17.
Nella stagione 2018-19 si accasa alla Trentino, con cui vince il campionato mondiale per club 2018 e la Coppa CEV 2018-19. Per il campionato 2020-21 firma per la You Energy di Piacenza, mentre in quello successivo è alla Callipo, sempre nella massima divisione. Per la stagione 2022-23 rimane con il club calabrese, retrocesso in serie cadetta, con il quale vince la sua seconda Coppa Italia di Serie A2 e, per la prima volta, la Supercoppa italiana di categoria.
Torna in Superlega per l'annata 2023-24 accettando l'offerta della Sir Safety Perugia: si aggiudica due Supercoppe italiane, il suo secondo campionato mondiale per club, la Coppa Italia, lo scudetto e la Champions League.

### Nazionale
Nel 2016 ottiene le prime convocazioni nella nazionale italiana.

## Palmarès

### Club
- Campionato italiano: 2

2016-17, 2023-24
- Coppa Italia: 2

2016-17, 2023-24
- Coppa Italia di Serie A2: 2

2012-13, 2022-23
- Supercoppa italiana: 2

2023, 2024
- Supercoppa italiana di Serie A2: 1

2023
- Campionato mondiale per club: 2

2018, 2023
- Champions League: 1

2024-25
- Coppa CEV: 1

2018-19